# Bramy jego twarzy, lampy jego ust
Bramy jego twarzy, lampy jego ust (tyt. oryg. The Doors of His Face, the Lamps of His Mouth) – opowiadanie Rogera Zelazny’ego opublikowane w The Magazine of Fantasy & Science Fiction w marcu 1965 roku, nagrodzone Nebulą.
Znalazło się w zbiorze opowiadań pod tym samym tytułem, wydanym w 1971 roku przez wydawnictwo Doubleday (ISBN 0-385-08216-9). W Polsce zostało wydane w 1998 roku nakładem Domu Wydawniczego Rebis w zbiorze Róża dla Eklezjastesa (ISBN 83-7120-481-7), w przekładzie Zbigniewa Królickiego.
Opowiadanie pojawiło się także w zbiorze Stare dobre czasy nakładem Prószyński i S-ka, w 2001 roku (ISBN 83-7255-882-5).

## Fabuła
Główny bohater jest nęciarzem, żywą przynętą na gigantycznego stwora zwanego Ikky, żyjącego w oceanach Wenus.